# Fargesia plurisetosa
Fargesia plurisetosa är en gräsart som beskrevs av Tai Hui Wen. Fargesia plurisetosa ingår i släktet bergbambusläktet, och familjen gräs. Inga underarter finns listade i Catalogue of Life.